# Corinne Suter
Corinne Suter (Svitto, 28 settembre 1994) è una sciatrice alpina svizzera, campionessa olimpica nella discesa libera a Pechino 2022, vincitrice di cinque medaglie iridate, tra cui l'oro nella discesa libera a Cortina d'Ampezzo 2021, e delle Coppe del Mondo di discesa libera e di supergigante nel 2020.

## Biografia

### Stagioni 2010-2012
La Suter, nata a Svitto, ha fatto il suo esordio nel Circo bianco il 17 novembre 2009 partecipando a uno slalom speciale valido come gara FIS a Zinal, senza concluderlo. Ha debuttato in Coppa Europa il 19 gennaio 2010 a Sankt Moritz, piazzandosi 53ª in discesa libera, e in Coppa del Mondo il 26 novembre 2011 nello slalom gigante di Aspen, non riuscendo a concludere la prima manche.
Quattro giorni dopo ha conquistato il suo primo podio in Nor-Am Cup, piazzandosi al 3º posto nello slalom gigante disputato sullo stesso tracciato e vinto dalla canadese Marie-Pier Préfontaine davanti alla slovena Ana Drev. Il 19 dicembre dello stesso anno ha vinto a Valtournenche la sua prima gara di Coppa Europa, uno slalom gigante, e nella stessa stagione si è aggiudicata la medaglia di bronzo nella combinata ai Mondiali juniores di Roccaraso.

### Stagioni 2013-2020
Nell'edizione iridata giovanile dell'anno seguente di Québec 2013 ha ottenuto la medaglia d'argento nel supergigante; altre tre medaglie la sciatrice se le è aggiudicate nel 2014 a Jasnáː l'oro nella discesa libera e nel supergigante e l'argento nella gara a squadre. Nella stessa stagione in Coppa Europa ha vinto le classifiche di discesa libera e di supergigante e si è piazzata 2ª in quella generale; ha esordito ai Campionati mondiali a Sankt Moritz 2017, dove si è classificata 18ª nella discesa libera e 12ª nel supergigante.
Ai XXIII Giochi olimpici invernali di Pyeongchang 2018, sua prima presenza olimpica, si è classificata 6ª nella discesa libera e 18ª nel supergigante; l'anno seguente, ai Mondiali di Åre 2019, ha vinto la medaglia d'argento nella discesa libera, quella di bronzo nel supergigante e non ha completato la combinata. In Coppa del Mondo ha ottenuto il primo podio a Crans-Montana in discesa libera il 23 febbraio 2019 (3ª) e la prima vittoria ad Altenmarkt-Zauchensee l'11 gennaio 2020 nella medesima specialità; nella stessa stagione ha vinto la Coppa del Mondo di discesa libera, con 155 punti di vantaggio sulla seconda classificata Ester Ledecká, e quella di supergigante, con 19 punti in più di Federica Brignone.

### Stagioni 2021-2025
Ai Mondiali di Cortina d'Ampezzo 2021 ha vinto la medaglia d'oro nella discesa libera, quella d'argento nel supergigante e si è piazzata 18ª nello slalom gigante; in quella stessa stagione 2020-2021 è stata 2ª nella classifica della Coppa del Mondo di discesa libera, a 50 punti da Sofia Goggia, e 3ª in quella di supergigante. Ai XXIV Giochi olimpici invernali di Pechino 2022 ha vinto la medaglia d'oro nella discesa libera e si è classificata 13ª nel supergigante; al termine di quella stagione 2021-2022 si è piazzata al 2º posto nella classifica della Coppa del Mondo di discesa libera, superata dalla Goggia di 93 punti.
Ai Mondiali di Courchevel/Méribel 2023 ha vinto la medaglia di bronzo nella discesa libera e si è piazzata 20ª nel supergigante; nella stessa stagione 2022-2023 nella Coppa del Mondo di discesa libera è stata 3ª. La successiva stagione 2023-2024 è stata segnata da un infortunio patito durante la discesa libera di Cortina d'Ampezzo del 26 gennaio, che l'ha costretta a terminare anzitempo la stagione. Ai Mondiali di Saalbach-Hinterglemm 2025 è stata 7ª nella discesa libera, 14ª nel supergigante e 7ª nella combinata a squadre.

## Palmarès

### Olimpiadi
- 1 medaglia:
  - 1 oro (discesa libera a Pechino 2022)

### Mondiali
- 5 medaglie:
  - 1 oro (discesa libera a Cortina d'Ampezzo 2021)
  - 2 argenti (discesa libera a Åre 2019; supergigante a Cortina d'Ampezzo 2021)
  - 2 bronzi (supergigante a Åre 2019; discesa libera a Courchevel/Méribel 2023)

### Mondiali juniores
- 5 medaglie:
  - 2 ori (discesa libera, supergigante a Jasná 2014)
  - 2 argenti (supergigante a Québec 2013; gara a squadre a Jasná 2014)
  - 1 bronzo (combinata a Roccaraso 2012)

### Coppa del Mondo
- Miglior piazzamento in classifica generale: 4ª nel 2020
- Vincitrice della Coppa del Mondo di discesa libera nel 2020
- Vincitrice della Coppa del Mondo di supergigante nel 2020
- 26 podi (17 in discesa libera, 9 in supergigante):
  - 5 vittorie (3 in discesa libera, 2 in supergigante)
  - 8 secondi posti (6 in discesa libera, 2 in supergigante)
  - 13 terzi posti (8 in discesa libera, 5 in supergigante)

#### Coppa del Mondo - vittorie
| Data             | Località               | Paese    | Specialità |
| ---------------- | ---------------------- | -------- | ---------- |
| 11 gennaio 2020  | Altenmarkt-Zauchensee  | Austria  | DH         |
| 9 febbraio 2020  | Garmisch-Partenkirchen | Germania | SG         |
| 18 dicembre 2020 | Val-d'Isère            | Francia  | DH         |
| 29 gennaio 2022  | Garmisch-Partenkirchen | Germania | DH         |
| 4 dicembre 2022  | Lake Louise            | Canada   | SG         |

Legenda:

DH = discesa libera

SG = supergigante

### Coppa Europa
- Miglior piazzamento in classifica generale: 2ª nel 2014
- Vincitrice della classifica di discesa libera nel 2014
- Vincitrice della classifica di supergigante nel 2014
- 12 podi:
  - 7 vittorie
  - 3 secondi posti
  - 2 terzi posti

#### Coppa Europa - vittorie
| Data             | Località        | Paese    | Specialità |
| ---------------- | --------------- | -------- | ---------- |
| 19 gennaio 2011  | Valtournenche   | Italia   | GS         |
| 13 dicembre 2012 | Sankt Moritz    | Svizzera | DH         |
| 21 dicembre 2012 | Crans-Montana   | Svizzera | SG         |
| 4 febbraio 2013  | Sella Nevea     | Italia   | SG         |
| 17 gennaio 2014  | Innerkrems      | Austria  | DH         |
| 24 gennaio 2014  | Spital am Pyhrn | Austria  | SG         |
| 31 gennaio 2014  | Serre Chevalier | Francia  | SG         |

Legenda:

DH = discesa libera

SG = supergigante

GS = slalom gigante

### Nor-Am Cup
- Miglior piazzamento in classifica generale: 38ª nel 2012
- 2 podi:
  - 1 secondo posto
  - 1 terzo posto

### Campionati svizzeri
- 12 medaglie[3]:
  - 7 ori (discesa libera nel 2014; discesa libera, supergigante nel 2017; discesa libera, supergigante nel 2019; supergigante nel 2022; supergigante nel 2025)
  - 4 argenti (supergigante, slalom speciale, supercombinata nel 2012; supergigante nel 2013)
  - 1 bronzo (discesa libera nel 2016)